# 新京極シネラリーベ
新京極シネラリーベ（しんきょうごくシネラリーベ）は京都府京都市中京区の新京極にあった映画館。全席自由席、各回入替制。
旧名称はパテー館（パテーかん）、京極弥生座（きょうごくやよいざ）。逢阪興業株式会社が経営していた。

## 歴史

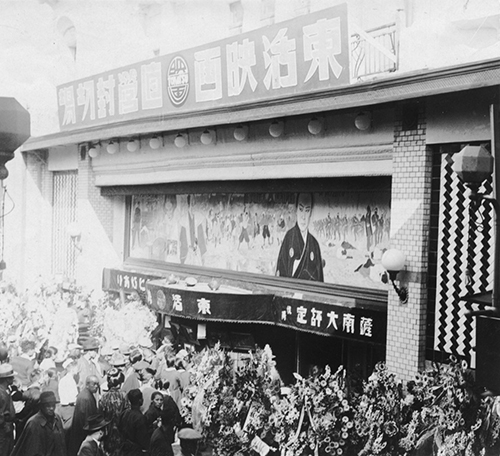
東活倶楽部時代（1931年）

- 1911年：前身となる映画館「パテー館」開業[1]。
- 1914年：7月14日～16日の3日間の観客動員数が新京極の映画館中1位となる[1]。
- 1923年：マキノ映画製作所に譲渡され「マキノシネマ」となる[2]。
- 1931年10月：東活映画社に譲渡され「東活倶楽部」となるも[2]、わずか1年で東活映画社は解散したため、1933年に「朝日倶楽部」となる[2]。
- 1938年3月：朝日倶楽部を「国際映画劇場」に改称。
- 1943年：「京極日活」と改称し日活の直営館となる[2]。
- 1954年：京極日活を「京極弥生座」と改称。
- 1972年：旧弥生座を改築した商業ビル「京極72ビル」がオープン。同ビル3階と地下1階に映画館が入居し2スクリーン体制となる。３階を「京極弥生座」、地下１階は「テアトル７２」。
- 1980年：京極弥生座を「京極弥生座１」、テアトル７２を「京極弥生座２」と改称。
- 2006年2月25日：京極弥生座を「新京極シネラリーベ」に改称。リニューアル後の第1作は織田裕二主演の『県庁の星』（西谷弘監督）[3]。
- 2011年7月：地下1階のシアター2を閉鎖。
- 2013年2月15日：完全閉館する。
- 2014年
  - 5月27日：ビル地下1階跡地に古着屋「フラミンゴ」京都店がオープン[4]。
  - 6月：ビル3階の跡地にクライミングジム「ADSUMMUM」（アドスムム）がオープン。

## 概要
映画館としては明治時代にM・パテー商会がパテー館を新築した頃から現在地にあり、邦画・洋画・ポルノ映画など様々なジャンルの作品を上映。数度の改装を経て「京極弥生座」となり、名物絵看板などで親しまれていた。街中の昔ながらの映画館といった風情が特徴だった。
入居していた京極72ビルの１階はマクドナルド（関西２号店 1972年7月16日開店、現在は閉店）、２階は蝋人形館（現在は閉館）。
2スクリーン体制になってからはフリーの番組編成となり、1990年代後半期は主に東映の邦画や東宝洋画系のやや特徴のある作品を多く上映していたが、シネラリーベになる前後からは同じ新京極通りのシネコンMOVIX京都で東宝邦画系作品の上映がなく、さらに2009年3月31日には東宝公楽も閉館したため、事実上河原町方面における東宝系の封切館となっていた。
過去にジャン＝リュック・ゴダール監督作『アワーミュージック』公開に合わせて浅田彰による解説やケータイ刑事劇場版2作品で黒川芽以、夏帆、小出早織の舞台挨拶が行われた他、レイトショーなどでミニシアター系作品も意欲的に上映。本広克行監督作『サマータイムマシン・ブルース』、『UDON』では京都の劇団「ヨーロッパ企画」の永野宗典、本多力を迎えて特別舞台挨拶が行われた。
新京極映画祭の会場として、またドラァグクイーンとコラボレーションした『ロッキー・ホラー・ショー』特別上映や京都の上映グループと提携した『台風クラブ』上映会、『弥生座ナイトムービー』と称した企画が行われたこともあった。
2011年7月16日に地下劇場を閉館。地下の劇場はチケットカウンターの後ろ手の映写室の壁部分がガラス張りになっており、外から中をうかがうことが出来た。2013年頃には映画業界全体でデジタルシネマ化が進んだが、機材の導入に多額の費用がかかり、対応が困難なことから閉館が決定した。閉館前最終週には『北のカナリアたち』『のぼうの城』が上映された。閉館イベントなどは特に行われず、2013年2月15日の最終日も通常通りに営業終了し、「パテー館」から102年続いた歴史にピリオドを打った。地下劇場の跡地には古着屋「フラミンゴ京都店」が2014年5月27日に、3階劇場跡地にはクライミングジム「ADSUMMUM」（アドスムム）が同年6月にオープンしている。

## データ
- 所在地：京都市中京区新京極通六角下ル中筋町490 京極72ビル3F、B1F
- 座席数：180席（3F）、97席（B1F）

### 交通アクセス
- 阪急電鉄京都線河原町駅9番出口より徒歩約8分
- 京阪電鉄三条駅6番出口（三条通）より徒歩約15分
- 京都市営地下鉄東西線京都市役所前駅5番出口より徒歩約8分

## 京都の独立系映画館
- 京都シネマ
- 京都みなみ会館
- 本町館
- 千本日活
- イオンシネマ久御山
- 出町座